# Pāndoh
Pāndoh är en ort i Indien.   Den ligger i distriktet Mandi och delstaten Himachal Pradesh, i den norra delen av landet, 300 km norr om huvudstaden New Delhi. Pāndoh ligger 864 meter över havet och antalet invånare är 4 351.
Terrängen runt Pāndoh är bergig österut, men västerut är den kuperad. Pāndoh ligger nere i en dal. Runt Pāndoh är det ganska tätbefolkat, med 111 invånare per kvadratkilometer. Närmaste större samhälle är Mandi, 12,4 km väster om Pāndoh. I omgivningarna runt Pāndoh växer i huvudsak blandskog.